# Aldershot
Aldershot is een plaats in het district Rushmoor van het graafschap Hampshire in Zuidoost-Engeland. In 2001 had Aldershot 33.840 inwoners.
Aldershot is vooral bekend als de locatie van een belangrijke Britse legerbasis. De legerbasis werd in 1854 aangelegd, waardoor de bevolking van Aldershot omhoog schoot van 875 in 1851 tot 16.000 in 1861. 
Op 22 februari 1972 pleegde de Official IRA een aanslag in Aldershot waarbij een autobom explodeerde bij het hoofdkwartier van de 16th Parachute Brigade. Hierdoor kwamen zeven burgers om het leven.
Koningin Victoria bezocht Aldershot regelmatig; er werd zelf speciaal voor haar een paviljoen gebouwd. Voor haar Diamond Jubilee, de viering van haar 60e regeringsjaar, nam de koningin op 21 juni 1887 een militaire parade van 60.000 man af. Sindsdien wordt jaarlijks een taptoe in Aldershot gehouden.
In Aldershot staat een enorm bronzen ruiterstandbeeld van de Hertog van Wellington, gemaakt van omgesmolten kanonnen die in de Slag bij Waterloo dienstdeden. Het standbeeld stond oorspronkelijk op Wellington Arch in Hyde Park in Londen, maar werd in 1885 verplaatst naar Aldershot omdat het enorme beeld vaak belachelijk werd gemaakt door satiristen, en omdat koningin Victoria klaagde dat het haar uitzicht vanaf Buckingham Palace verpestte.
De sterrenwacht van Aldershot werd in 1908 gebouwd en was een gift van de Britse luchtvaartpionier Patrick Young Alexander. De Amerikaanse luchtvaartpionier Samuel Cody ligt begraven op de militaire begraafplaats van Aldershot.

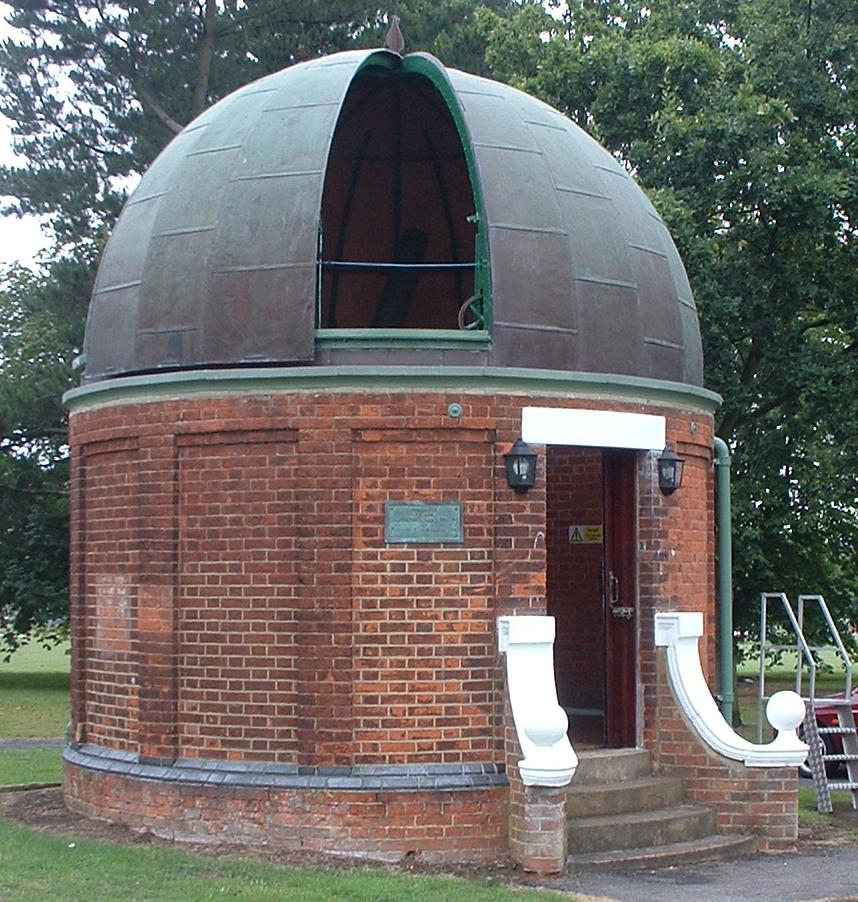
De sterrenwacht

## Geboren in Aldershot
- Claude Auchinleck (1884-1981), veldmaarschalk tijdens de Tweede Wereldoorlog
- Tom Whittaker (1898-1956), voetbalspeler en -trainer
- Arthur English (1919-1995), acteur, bekend van Are You Being Served?
- Peter Yates (1929-2011), regisseur
- Denise Coffey (1936), actrice en regisseur
- Mickie Most (1938-2003), producer
- Ian McEwan (1948), schrijver
- Bruce Rioch (1947), voetbalspeler en -trainer
- Holly Aird (1961), actrice
- Jeremy Hardy (1961), komiek
- Patrick French (1966-2023), geschiedkundige en schrijver
- Heather Mills (1968), model en ex-vrouw van Paul McCartney
- Martin Freeman (1971), acteur, bekend van The Office
- Nicole Koolen (1972), Nederlands hockeyinternational
- Jason 'J' Brown (1976), zanger van Five
- James Wade (1983), darts-speler
- Amelle Berrabah (1984), zangeres van de Sugababes